# 香武宝联合县
香武宝联合县，中国旧县名，人口30多万，土地近70万亩。1944年由河北省香河、武清、宝坻三县析置，以三县首字为名，1946年撤销，仍归各县。
冀东抗日根据地设。1944年，香武宝联合县划6个区，一区建于7月，二区建于8月，三区建于9月，四区、五区建于10月，六区建于12月。全县共有401个村庄，其中香河现辖区174个，宝坻196个，武清31个。1945年上半年，联合县工委、办事处完成所辖6个区的党政组织建设。全县设6个区委，53个党支部，有184名党员。1945年7月，又开辟和新建了第七、第八两个区。全县共辖8个区。